# Cronologia del color en el cinema
La principal funció del color en el cinema és la versemblança que és capaç d'aportar al contingut al qual s'aplica.

## Influència del color en el cinema
El color és un fenomen físic, una il·lusió que ens permet creure que el món està conformat per aquests component lumínics, que aporten vida al nostre univers físic. Amb el pas del temps, els éssers humans han contemplat el gran poder que el color té sobre les vides de cadascú. Moltes cultures, en presenciar això, han atorgat un determinat significat o càrrega emocional als diversos colors.
Al cinema es produeix el mateix efecte. El desig de reproduir els colors de la vida o de la imaginació va ser una constant des de les primeres experimentacions d’imatges en moviment. Al llarg dels primers quaranta anys de la cinematografia en blanc i negre (des dels 1890 fins als 1930) i fins que es van desenvolupar les emulsions en color. L’obsessió pel color va caracteritzar el cinema mut des del primer moment.

## Història
Al començament del cinema hi havia dos procediments per obtenir el color. Un en què s'aplicaven els colors després del revelat de la pel·lícula, i un altre a través del qual aquests s'obtenien durant la fase de rodatge i la de projecció. I les dues tècniques sempre sobre una pel·lícula en blanc i negre.

### Coloració després delrevelat

#### Coloració manual
Les primeres pel·lícules eren ortocromàtiques, és a dir, capturaven la llum blava i verda, però no la vermella, que només podia ser capturada amb pel·lícula pancromàtica. Això dificultava l'obtenció d'imatges en color, i es van començar a utilitzar tintats d'anilina per crear color artificial. El primer sistema de coloració manual, introduïda com un efecte visual, va ser una tècnica especialment utilitzada en els films de trucs, de fades o de danses. Eren les versions de luxe dels films que majoritàriament es distribuïen en blanc i negre i s'anunciaven a la premsa amb grans elogis. Alguns cinemes fins i tot ja es van especialitzar en programes “a tot color”, com ara el cinematògraf Martí de Barcelona.

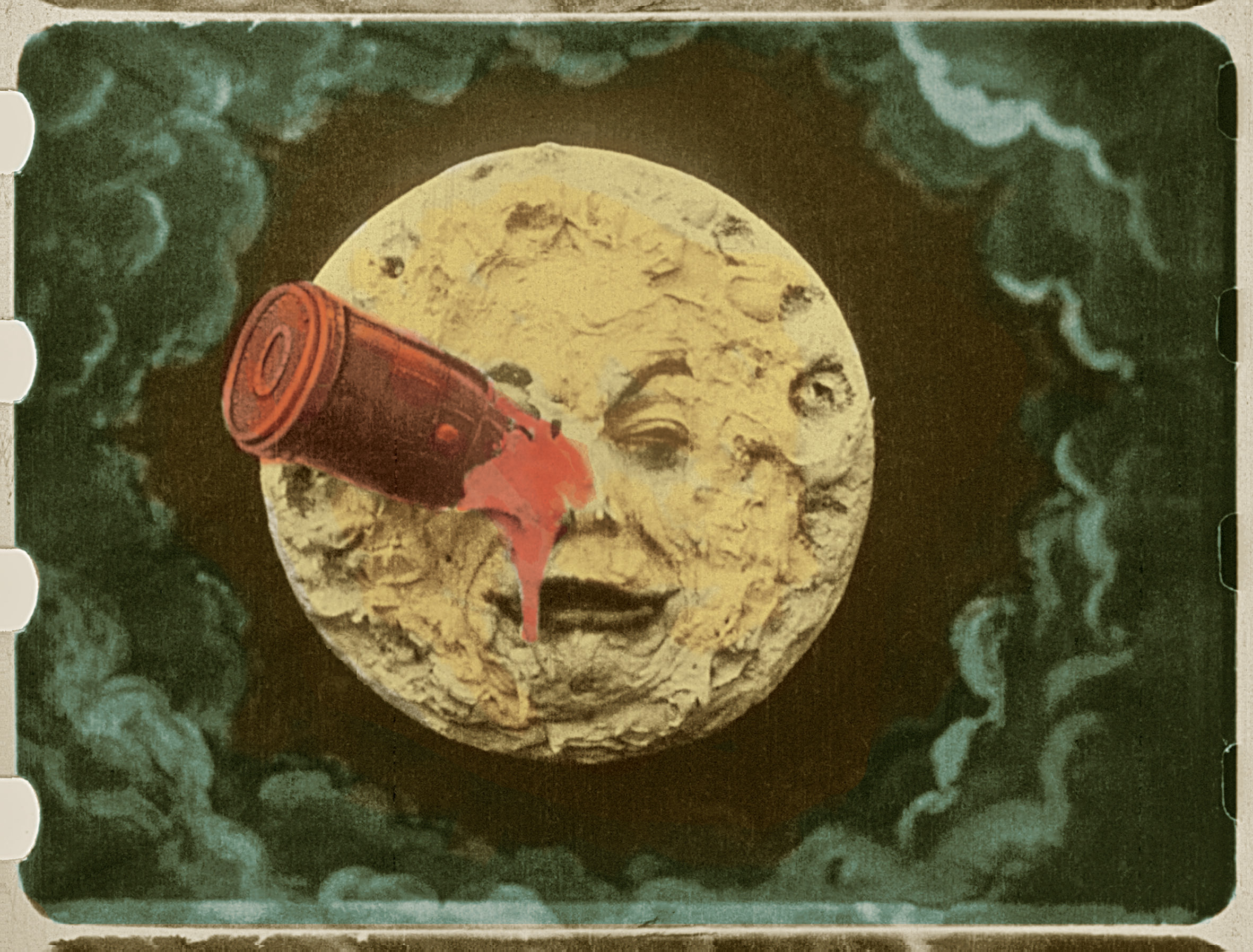
Fotograma pintat a mà de Le Voyage dans la lune (1902) de Méliès

Però, degut a les complicacions tècniques a l’aplicar els colors causades per la petita mida de la pel·lícula i la imatge, d’una superfície menor a 3cm, el gran nombre de fotogrames per minut de metratge (quasi 1000) i la dilució no homogènia dels colorants la coloració manual es va convertir en un treball molt precís, ardu i tediós. Va resultar en una tasca en cadena, que s'encarregava a dones i a infants, amb sous més baixos. Conseqüentment, aquest va ser un sistema emprat només els primers anys del cinema, fins al 1906, ja que amb l’augment del metratge se’n va relegar l’ús a detalls i es va començar a utilitzar un sistema de retall de plantilles manual o mecanitzat.
Aquest mètode es va aplicar per primer cop en les primeres pel·lícules d'Edison, en la sèrie Anabelle Butterfly Dance (1894), i destaca en les primeres obres de principi de segle XX de Segundo de Chomón, com Le roi des dollars (1905), i en les de Méliès, com La danse du feu (1899) i Le Voyage dans la Lune (1902), la qual va ser colorada fotograma a fotograma per un grup de més de vint dones, seguint un model de producció en línia.

#### Coloració perestergit

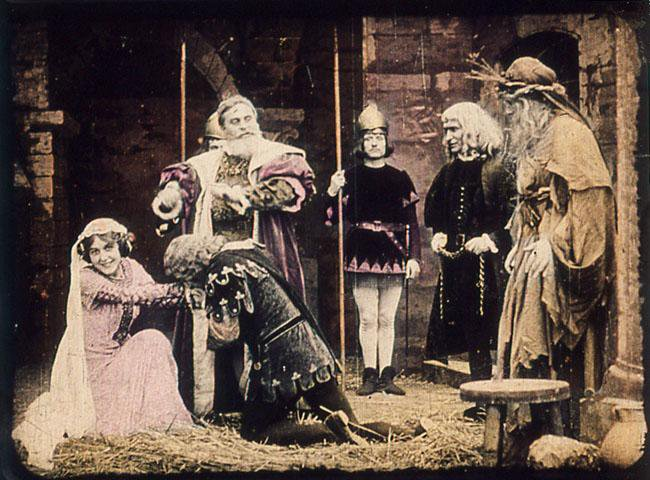
Fotograma d'un film processat amb Pathécolor

Pels volts del 1906, el procés de l'estergit es va mecanitzar i patentar amb processos com el Pathécolor i el Cinemacoloris.Malgrat que la coloració per estergit va ser popular durant la dècada del 1920, es conserven poques pel·lícules colorides amb aquesta tècnica, ja que es solia aplicar en metratges de gènere fantàstic o documental. Algunes de les pel·lícules que se’ls va aplicar Pathécolor van ser Le scarabée d’or (1907), de Segundo de Chomón i Le pied du mouton (1907), d'Albert Capellani. Altres films acolorits amb Cinemacoloris van ser L’iris fantastique (1911), Pouce (1911), Burgos (1911) i Superstition andalouse (1912).

#### Coloració pertintatgeiviratge
Les tècniques del tintatge o tenyit i el viratge o virat es desenvolupen paral·lelament amb la coloració per estergit, més complexa que aquests mètodes.El tenyit, una tècnica molt senzilla i tradicional, va esdevenir el mètode d’acoloriment més utilitzat durant el període de cinema mut (fins a finals dels anys 1920), el qual dotava a les pel·lícules d’alguns tons, encara que fos un de sol. Aquest mètode va ser aplicat en films com Malombra (1917), de Carmine Gallone, i Jön az öcsém (1919), de Michael Curtiz.Per altra banda, el viratge, tot i assemblar-se el procés amb el tenyit, diferien per l'efecte contrari que produïa en la pel·lícula. Aquest mètode pot ser vist en films com Mamán Poupée (1919), de Carmine Gallone, i Nosferatu, eine symphonie des grauens (1922), de F. W. Murnau.
A diferència dels sistemes policromàtics, aquestes tècniques monocromàtiques, més que per emular els colors naturals, els aplicaven per emfatitzar una situació lumínica o un estat d’ànim en la narració del metratge. Per exemple, es tenyia de groc la pel·lícula si l'escena transcorria de dia, de blau per simular la nit, o de vermell per destacar l’aparició del foc. Un altre cas és el de la casa Pathé, que va establir que els rètols de les seves pel·lícules fossin tenyits en vermell, el qual es va convertir en una altra marca de la casa. Va ser així com es van començar a combinar i superposar les tècniques del viratge i el tenyit en els mateixos films per produir uns efectes espectaculars per l’època. Això és vist en diversos films de l'Itala Film, com Cabiria (1914) i Il fuoco (1915), ambdues de Giovanni Pastrone i acolorides per Segundo de Chomón.
Amb tot això, a partir d’aquests mètodes es van desenvolupar i patentar nous sistemes mecanitzats. Alguns d’aquests van ser el Chomón-Zollinger i el procés de color Handschiegl. Inclús, per tal d’agilitzar el procés, a partir del 1920, es comercialitzaven estocs de pel·lícula positiva ja pretenyida, amb la qual cosa s'evitava el procés d'imbibició i els colors eren més homogenis. Alguns fabricants de pel·lícula verge, com ara Pathé o Kodak, oferien catàlegs de fins a dotze coloracions diferents.

### Coloració durant les fases derodatgeiprojecció

#### Coloració basada en lasíntesi additiva de color
Aquesta teoria, ja aplicada en tècniques de projecció de fotografies durant el segle xix, com les del físic J. C. Maxwell, va ser portada a terme en el cine per primer cop pel fotògraf William Friese-Greene a Anglaterra, durant l'última dècada del segle XIX, amb el seu sistema, el procediment Friese-Greene. Malgrat tot, aquest sistema no va prosperar degut a uns resultats no gaire precisos i complicacions tècniques.

##### Sistemes deprojecció/ lenticulars

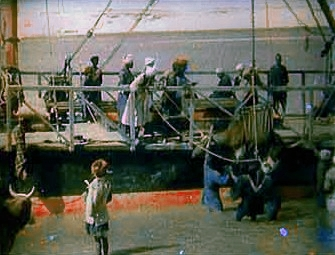
Fotograma colorit amb Kinemacolor de Un rêve en coleur de George Albert Smith

Anys després, l'enginyer anglès George Albert Smith va desenvolupar el primer sistema de coloració durant la projecció, el Kinemacolor (1908), basat en un mètode més complex desenvolupat el 1899 per Edward Raymond Turner. Aquesta tècnica va ser el primer sistema de coloració que es va patentar i comercialitzar. Centenars de pel·lícules van ser projectades amb Kinemacolor, tal com Rive del Nilo (1911).
Conseqüentment, a França, l’industrial León Gaumont va presentar la nova competència del Kinemacolor, el Chronochrome (1913). Aquesta tècnica, més precisa que el Kinemacolor, va ser considerada com el primer sistema de coloració que aconseguia reproduir la totalitat de l'espectre cromàtic a partir de la síntesi additiva de color.
Tot i així, tant el Kinemacolor com el Chronochrome presentaven grans desavantatges i complicacions tècniques que en van dificultar el seu ús generalitzat. Ambdós sistemes presentaven adversitats com l'excessiva absorció lumínica dels filtres, l’alta consumició elèctrica perquè el projector il·luminés suficientment, la falta de nitidesa de les imatges, l'especialització tècnica necessària dels projeccionistes i el requeriment del doble d’extensió de metratge convencional.

##### Sistemes de modificació de lapel·lículaamb mosaic

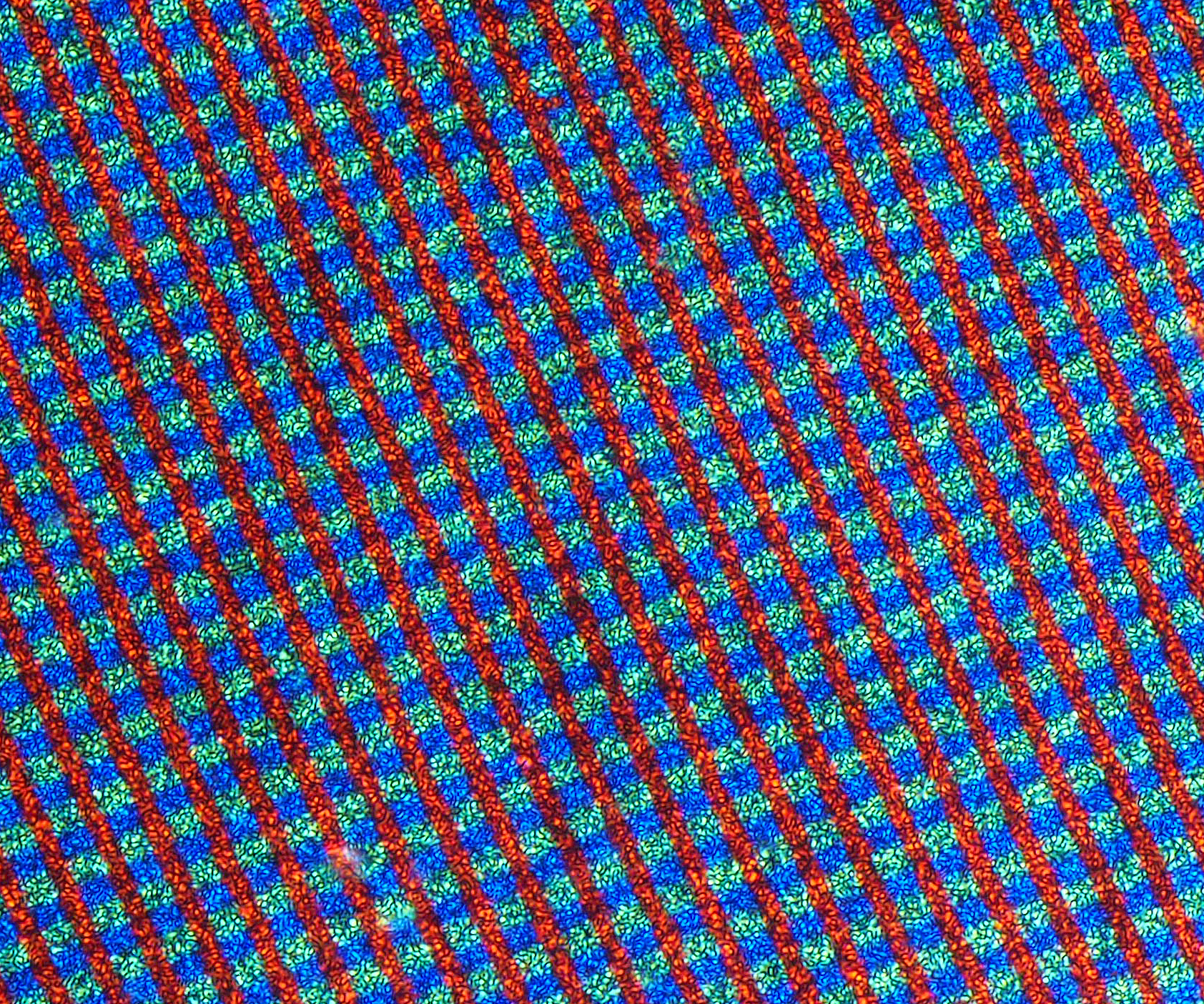
Mosaic colorit de la pel·lícula de Dufaycolor

Paral·lelament, durant els mateixos anys, ja es van desenvolupar altres mètodes de coloració basant-se en la creació d'una pel·lícula amb tot el color incorporat i imprès. Aquesta cerca es va materialitzar per primer cop amb el sistema Dufaycolor (1908). Com que la seva pel·lícula podia ser utilitzada per filmar en qualsevol càmera i reproduir en qualsevol projector i el seu cost baix, aquest sistema va esdevenir una alternativa pràctica i econòmica a Technicolor. Aquesta tècnica també va ser explotada per diferents productores i en van produir varietats d’aquesta.
Durant la dècada dels anys 1930 i 1940, anys de la seva màxima popularitat, el Dufaycolor es va utilitzar principalment en documentals, pel·lícules experimentals i films domèstics. Això va ser degut a l'aparició del cinema sonor, que va limitar l'aplicació d'aquests sistemes de coloració degut a les complicacions tècniques que afegia, a més de la sincronització audiovisual, i l'interès per les representacions realistes, les quals no encaixaven amb aquest tipus d'acoloriment. D’entre les obres filmades amb Dufaycolor, destaquen el documental The Coronation of Their Majesties King George VI and Queen Elizabeth (1937) i el film experimental A Colour Box (1935), de Len Lye. Cal afegir que un altre sistema destacat de coloració de funcionament bastant similar al Dufaycolor va ser el Autochrome (1903), patentat pels germans Lumière i utilitzat principalment en fotografia.

#### Coloració basada en lasíntesi subtractiva de color
Aquesta teoria, ja ideada per un dels inventors pioners de la fotografia, Louis Ducos du Hauron, a mitjans del segle xix, era aplicada en els sistemes d'impressió fotogràfica, que funcionaven a partir del sistema de pigmentació CMYK. Però, l’aplicació de la coloració basada en aquesta mateixa teoria al cinema va resultar en tot un repte tècnic, principalment causat pel limitat mida de la pel·lícula, de sols 3 cm. És per això que en els sistemes més primigenis es van utilitzar sistemes bicromàtics.

##### Sistemes bicromàtics
El primer sistema de coloració subtractiva aplicada al cinema per primer cop és el Cinecolorgraph (1912). Aquest sistema va ser el precedent d’aquest tipus de tècniques subtractives, que s'anirien patentant i comercialitzant al llarg de les següents dècades, com Kodachrome (1915), com Polychromide (1918), Prizma Color (1919), Multicolor (1928), Ufacolor (1930), Cinecolor (1932), etc.

##### Sistemes tricromàtics

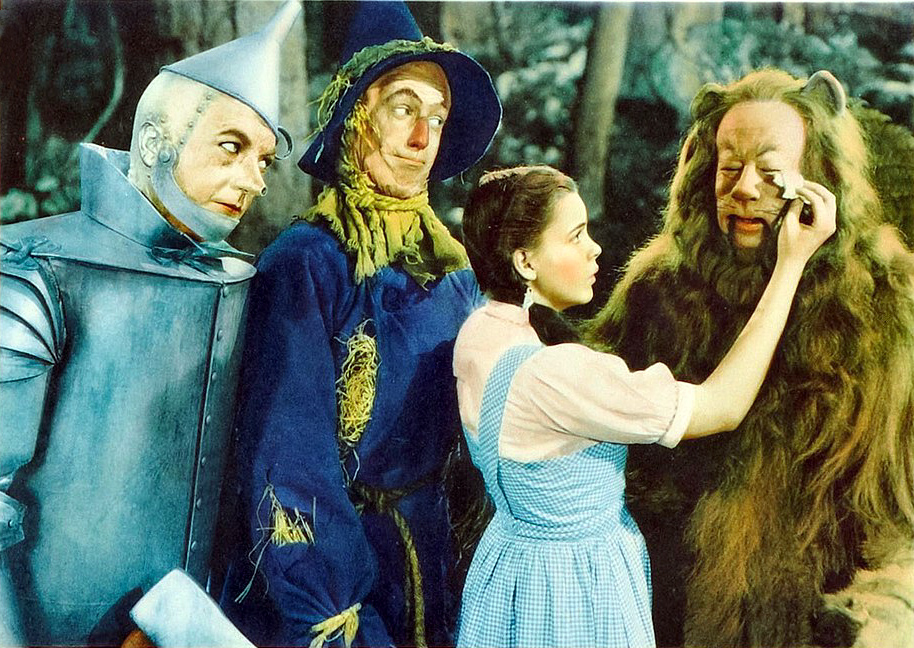
Fotograma de El Mago de Oz (1939) filmada amb Technicolor, on apareixen Judy Garland, Ray Bolger, Jack Haley and Bert Lahr.

Tot i així, l’autèntica tècnica que va revolucionar la coloració al cinema i es va considerar la primera capaç de reproduir l'espectre cromàtic en tota la seva totalitat va ser el primer sistema subtractiu tricromàtic, el Technicolor (1932), creat per l'empresa homònima. Tenint com a precedent altres tècniques bicromàtiques utilitzades durant els anys 1920, no és fins a inicis dels anys 1930 que el sistema subtractiu és perfeccionat fins al punt de poder aplicar els tres colors primaris subtractius: cian, magenta i groc.
Aquesta nova tècnica es basava en la creació d’una càmera filmadora capaç de captar els tres colors subtractius primaris, que podien ser impresos en la pel·lícula i després copiada en sèrie per tal de ser reproduïda en qualsevol projector. El primer en utilitzar aquest sistema de coloració va ser Walt Disney per alguns dels seus films d’animació de la saga Silly Symphonies, Flowers and Trees (1932) i Three Little Pigs (1933). Però, el primer llargmetratge totalment filmat i imprès amb aquesta tècnica va ser La feria de la vanidad (1935), de Rouben Mamoulian.
A partir de llavors, el potencial d’aquest nou sistema va ser explotat per les grans produccions de Hollywood de la dècada, com El camino del Pino Solitario (1936), de Henry Hathaway, Ha nacido una estrella (1937), de William A. Wellman, Lo que el viento se llevó (1939) o El mago de Oz (1939), ambdues de Victor Fleming. Fins i tot es va arribar a aplicar a Europa, amb èxits comercials anglesos com Las cuatro plumas (1939) i El ladrón de Bagdad (1940).
Tot i així, l'expansió i generalització d’aquest sistema va ser minvat pels seus defectes. Filmar amb aquest requeria l’ús de càmeres de filmació especials, amb operadors de càmera o assessors especialitzats en color Technicolor, fet que encaria fins a més de la meitat de la producció. És per aquests alts costos i la crisi econòmica de la Segona Guerra Mundial (1939-1945) que la majoria de directors, tant europeus com nord-americans, van seguir rodant en blanc i negre, convertint-se el Technicolor en un mètode exclusiu per a grans produccions.
Fins a la dècada de 1950 aquestes tendències es van mantenir, però el perfeccionament i l'expansió d'altres sistemes de la competència de Kodak i Afga, com Afgacolor (1939) i Eastmancolor (1950), i el desgast dels desavantatges del monopolitzat Technicolor van aconseguir obrir les fronteres i l’accessibilitat de la coloració al mercat cinematogràfic. A partir de llavors, nous mètodes i tècniques es van estendre per tota la indústria fins a arribar a la coloració digital que impera en l’actualitat.

## Terminologia

### Mètodes de coloració després delrevelat

#### Coloració manual
Sistema policromàtic que intentava imitar els colors de la realitat en les pel·lícules. El seu procediment consistia en l’acoloriment fotograma a fotograma amb un pinzell fi i colors transparents i lluminosos a base d'anilines dissoltes en aigua o alcohol. Un cop l’acoloriment n’establia la gamma, amb l’ajut d’una lent d’augment, cada obrer hi aplicava un sol color.

#### Estergit /Pochoir/Stencil
Sistema policromàtic que intentava imitar els colors de la realitat en les pel·lícules, basat en les tècniques d'estampació de papers pintats o de teixits. El procediment consistia, primer, en retallar a mà els detalls triats per pintar en diferents matrius de cel·luloide sobre còpies positives; normalment sis plantilles, una per cada color. Després, se submergien en un bany desgelatinador i en resultaven unes pel·lícules transparents retallades per cada color, les matrius. Quan aquestes es superposaven sobre la pel·lícula final sense colorejar, només apareixia la silueta que rebia el color, el qual s'aplicava amb l’ajuda d’un pinzell o cotons tintats amb el color desitjat. Aquesta operació era portada a terme repetides vegades per cada color escollit.

#### Tintatge / Tenyit
Tècnica monocromàtica que s'executava per imbibició del film positiu en blanc i negre dins de cubetes amb una dissolució d'aigua, àcid acètic i colorants àcids que produïen una reacció química en la pel·lícula, tot portat a terme en un laboratori. Un cop la pel·lícula era rentada i eixugada, les parts transparents agafaven el color de la imbibició, mentre que les negres mantenien la seva foscor.

#### Viratge / Virat
Tècnica monocromàtica que consistia en la imbibició del film per diversos banys químics, en el primer dels quals es blanquejava la imatge i en el segon es feia reaccionar, transformant les sals de plata del film en sals metàl·liques acolorides. Això provocava que les parts transparents i blanques mantinguessin el seu to original, mentre que la part de gammes grises i negres absorbia el color de la imbibició, aconseguint l'efecte contrari que el tenyit.

### Mètodes de coloració durant elrodatgeila projecció

#### Subtractiu
Mètode a partir del qual els colors són sostrets de la llum blanca per tenyit. Es sustenta en la teoria física de la tricromaticitat a partir de la síntesi subtractiva de color. Aquesta es basa en el principi d’obtenir tota la gamma de colors visibles a partir de la capacitat d’absorció dels tres colors additius complementaris, els subtractius primaris; cian, magenta i groc. La combinació d’intensitat proporcional d’un color amb un altre resulta en els colors subtractius secundaris, els equivalents als additius principals; verd, vermell i blau; i amb la mescla dels tres subtractius primaris s'obté el negre, l’absència de color. A partir d’aquests resultats, la variació d’intensitat de cada color primari durant l’absorció permet projectar tot l'espectre cromàtic.
Aquest sistema és aplicat en la impressió fotogràfica, que funciona a partir del sistema de pigmentació CMYK.Per la projecció de pel·lícules que han emprat aquest tipus de sistema, no cal cap tipus d'equipament especial.

#### Additiu
Mètode pel qual els colors són afegits com llums acolorides. Es sustenta en la teoria física de la tricromaticitat a partir de la síntesi additiva del color. Aquesta rau en la capacitat d’obtenir tota la gamma de colors visibles a partir de la tricromia, és a dir, la superposició dels tres colors primaris; vermell, verd i blau. La combinació d’intensitat proporcional d’un color amb un altre resulta en els colors additius secundaris; cian, magenta i groc; i amb la mescla dels tres primaris s'obté el blanc. A partir d’aquests resultats, la variació d’intensitat de cada color primari durant la barreja permet projectar tot l'espectre cromàtic. Aquest teorema explica el sistema tricolor RGB.
El color s'obté amb l'ajuda d'un seguit de filtres de colors a través dels quals es grava la situació de la pel·lícula i es projecta a la pantalla gràcies a la unió dels fotogrames dels colors corresponents. Aquests fotogrames es podem projectar simultàniament, superposant-se, o a partir d'una successió molt ràpida.

##### Lenticular
A partir d'aquest mètode es dona la il·lusió de profunditat en la pel·lícula impresa. El resultat consta en un conjunt o gama de fragments adjacents i microscòpics de la imatge en blanc i negre que perceben, o capten, la dada, que és el color.

##### Mosaic
Es tracta d'una pel·lícula que incorpora un mosaic format per filtres de colors molt petits, permetent que una imatge en color sigui fotografiada, de la mateixa manera que una en blanc i negre, gràcies a microscòpics filtres que aconsegueixen tenyir els petits fragments d'aquesta. El mateix mosaic permet reconstituir el colors a l'hora de projectar la pel·lícula, motiu pel qual no es necessita cap tipus d'equipament especialitzat.

## Sistemes de coloració
El color en el cinema va anar evolucionant al llarg dels temps, però molts procediments van sorgir durant el segle xx.

### Procés Lee-Turner Colour
Es tracta d'un procés de síntesi additiva inventat per Edward Raymond Turner, un sistema de tres colors, del qual van obtenir la patent el 1899. Aquesta novetat en el cinema no va ser possible sense la col·laboració de Turner amb l'empresari Frederick Marshall Lee. La invenció consta en un disc d'obturació addicional que es muntava sobre una càmera de cinema equipada amb tres filtres, corresponents als colors primaris. Per visualitzar i comprovar l'eficiència de la seva invenció va construir un projector amb tres lents, cadascuna de les quals filtrava els negatius amb els seus corresponents colors primaris i una roda giratòria davant la lent assegurava la projecció del color corresponent de cada fotograma.
Aquest sistema és considerat el sistema precursor del Kinemacolor.

### Biocolour
El Biocolour va ser inventat per William Friese-Greene basat en un procés additiu.
Al voltant de 1895 Greene va començar a experimentar amb el color en el cinema. Començà a treballar en un procés additiu bicolor que produïa la il·lusió de color mitjançant l'exposició de cada fotograma en blanc i negre a través de dos filtres de colors diferents (verd i vermell). La projecció de pel·lícules filmades amb aquest procés van tenir una resposta molt positiva però hi havia un inconvenient; durant la projecció es creava un pampallugueig. El procés va ser patentat el 1905 però va quedar eclipsat per l'aparició del Kinemacolor. L'any 1913 William Frese-Greene i el seu gestor financer, S.F Edge, van iniciar una impugnació legal per la patent, que en aquell moment pertanyia al productor Charles Urban. La sentència va acabar resultant a favor de Friese-Greene, la qual cosa va provocar la decadència del Kinemacolor.

### Pathécolor
Pels volts del 1906, el procés d'estergit es va mecanitzar per la productora francesa Pathé. El funcionament d'aquest sistema es basava, per una banda, en una màquina que retallava les plantilles a través d’un pantògraf i, per altra banda, en un sistema de rodets i una cinta sense fi de vellut impregnada de color que aplicava l’acoloriment.

### Cinemacoloris
Durant el 1911 i 1912, Segundo de Chomón va crear aquest sistema de color directe a Barcelona, una variació del Pathécolor en la qual el retall de plantilles era manual, però l’acoloriment, mecanitzat. En destacava la precisió dels contorns i el to natural de les pells en les projeccions, gràcies al bany de tenyit rosa pàl·lid al qual sotmetien les pel·lícules. El seu èxit, però, es va veure minvat per la popularització a l'estranger d'altres sistemes de coloració com el Kinemacolor, al Regne Unit, o el Chronochrome, explotat per la productora Gaumont, a França.

### Kinemacolor
El Kinemacolor va ser la invenció de George Albert Smith introduïda el 1906. El procés es basava en dos colors additius, verd i vermell, aplicats a través d'un filtre rotatori.
George Albert Smith va ser un pioner del cinema que va contribuir a la seva evolució i innovació. A més del seu imaginari i habilitat com a director també va resultar ser un hàbil tècnic. L'emprenedor americà Charles Urban va abordar a Smith perquè continuès el treball iniciat per Turner referent a la tecnologia que permetia filmar imatges en moviment i color.
Aquest procés alternava l'exposició dels fotogrames en cadascun dels colors amb un disc rotatori davant de la pel·lícula. Però, aquesta vegada, en lloc de tenyir la pel·lícula, Smith emprà filtres per filmar-la. A continuació, per reproduir l'efecte òptic la peli·lícula l'havia de projectar de manera molt ràpida per donar a la retina la impressió dels dos colors barrejats.
Va tenir molt d'èxit i va començar a prosperar, o triomfar, a partir del 1908 fins al 1915. Però també va presentar els seus inconvenients: la reproducció de només dos colors va significar la fallida de representació de l'espectre sencer dels colors. El sistema de dos colors no aconseguia obtenir els colors de blau i violeta, i els blancs acostumaven a desenvolupar un to groguenc.
Aquest sistema va gaudir d'un gran èxit a Gran Bretanya. Als Estats Units va esdevenir més notable per l'ús d'aquest procés per D.W. Griffith, però el seu èxit no va ser igual de notable com a Gran Bretanya, i no va durar. Gran part del declivi del Kinemacolor va ser degut als grans costos d'equipar els cinemes de projectors especials.
Aquest nou mode de filmar es va estrenar amb una producció de vuit minuts anomenada A visit to the sea side.

### Chomón-Zollinger
Basat en el Kinemacolor anglès i creat per Chomón i l'enginyer suís Ernest Zollinger, aquest era un sistema bicromàtic de tintatge mecanitzat, el qual aplicava la pancromatització als negatius per augmentar-ne la sensibilitat. Posteriorment, després d’utilitzar filtres durant el rodatge, es tenyien les còpies a partir d’una màquina motoritzada o manual que alternava el tenyit entre vermell ataronjat i verd. Així és com aquest procediment permetia recrear el color real dels elements i persones filmades a 32 imatges per segon.

### Warner-Powrie
Mètode de projecció basat en el mosaic, amb tres colors. Aquest sistema va ser introduït el 1906 per Josh Hutchison Powrie.

### Dufay/Placa Dioptichrome
Aquest procés va ser el predecessor de Dufaycolor, que va derivar d'aquest primer. Va ser Louis Dufay qui va divulgar aquest mètode, utilitzat en la fotografia entre el 1908 i 1909. Es tractava d'un porcés additiu que emprava de dos a quatre colors. No es va dedicar únicament a la fotografia, es va experimentar amb el Dufay al cinema també.

### Keller-Dorian
Albert Keller-Dorian i Rodolphe Berthon van introduir aquest porcés lenticular de 3 colors. Va ser patentat el 1908 però la seva comercialització o presentació al públic es va portar a terme a partir de la dècada del 1920, des del 1922 fins al 1930, respectivament.
Aquest procés additiu lenticular constava en la separació del vermell, verd i blau i enregistrar-los en un sol fotograma d'una pel·lícula en blanc i negre.
El procés d'additiu de la pel·lícula de color, anomenat lenticular, es va patentar el 1914. També anomenat K.D.B. (Keller-Dorian-Berthon), aquest procés utilitzava una pel·lícula de nitrat de cel·lulosa, la part posterior de la qual es realitzava en relleu mitjançant premsat en calent en un laminador, per obtenir una xarxa composta per línies corbes, cadascuna de les quals funcionès com a objectiu independent. Els dispositius utilitzats estaven equipats, al nivell del diafragma de l'objectiu, amb un filtre dividit en tres bandes verticals: una vermella, una verda i una blau. Combinada amb la xarxa en relleu, permetia codificar les imatges en tres seleccions corresponents als tres colors.
És un procés que es diferencia d'altre d'additius, com ara el Technicolor.

### Cinecolorgraph
És el primer sistema de coloració subtractiva aplicada al cinema per primer cop. Arturo Hernandez-Mejia, l’inventor, va fonamentar el seu mètode en l’ús d’una càmera especial equipada amb un dispositiu capaç de separar els rajos de llum durant la filmació per exposar dos fotogrames alhora a través d’uns filtres vermell i verd. Així, a través d’una impressora especial que imprimia els negatius alternativament, tots els exposats en vermell eren impresos en un costat de la pel·lícula i tots els verds en un altre, tot cobrint-los d'emulsió i fent coincidir així els mateixos fotogrames exposats en diferents colors. Finalment, les imatges exposades en vermell eren tenyides amb un verd blavós i les verdes amb un vermell ataronjat, per tal que l’absorció lumínica durant la projecció permetés recrear la majoria de l'espectre cromàtic.
Aquest sistema va ser el precedent d’aquest tipus de tècniques subtractives, que s'anirien patentant i comercialitzant al llarg de les següents dècades.

### Brewster Colour/ Brewster Process
Percy Douglas Brewester va patentar un procés subtractiu (2 colors), el 1913. Aquest mètode estava basat en el previ treball de Greene. També va presentar un nou procés el 1935 en tres colors per tal de competir amb el sistema de Technicolor. La primera pel·lícula que emprà aquest mètode fou The debut of Thomas Cat (1920).
Aquest procés requeria que dues bobines de pel·lícula eren impreses en paral·lel a través d'una lent col·locada perfectament, juntament amb un prisma que dividia el feix de llum en dues direccions a través de dos filtres, verd i vermell, respectivament. Llavors els dos negatius eren impresos en un positiu cobert, pels dos costats, per una capa d'emulsió.

### Cinechrome
Es tracta d'un procés de síntesi additiu (2 colors) que Colin Bennet i Friese-Greene van inventar. Es tracta d'un mètode provinent de Gran Bretanya que constava en l'ús de dos filtres de color verd i vermell, tant a la càmera com al projector. Van experimentar fins a arribar a la conclusió que un prisma que divida els raigs de llum era capaç d'obtenir dos fotogrames en una sola pel·lícula.

### Gaumont Colo / Gaumont Colorur
Léon Gaumont va patentar un procés additiu de tres colors el 1912. Aquest sistema de coloració es fonamentava en la reproducció a 16 fotogrames per segon de la pel·lícula a través d’un projector especial tricromàtic, format per una triple lent de tres filtres acolorits, verd, blau i vermell. Aquesta tècnica, més precisa que el Kinemacolor, va ser considerada com el primer sistema de coloració que aconseguia reproduir la totalitat de l'espectre cromàtic a partir de la síntesi additiva de color.Aquest procés, però, pateix diversos desavantatges, com l'excessiva absorció liumínica dels filtres, l'alta consumició del projector, l'efecte anomenat paral·laxi, etc. The same, etcbouquet by Chronochrome Gaumont (1913) va ser una de les primeres produccions que utilitzà aquest procés.

### Colcin
Aquest procés va ser patentat el 1913 i constava en un mètode additiu que emprava dos colors. Va ser el resultat d'una col·laboració entre especialistes francesos i japonesos. La demostració es va dur a terme el 1913 durant la International Kinematographic Exhibition a Londres.

### Prizma I
Es tracta d'un procés additiu que feia servir dos colors. William Van Doren Kelley va aptentar aquest procés el 1913. Aquest procés va ser força similar al Kinemacolor. La càmera prenia fotogrames alternants dels colors vermell-taronja i verd-blau a través de filtres de colors dins de l'obturador de la càmera. La projecció constava en el moviment constant d'un disc colorat sincronitzat amb el moviment de la pel·lícula en blanc i negre. Els dos fotogrames,combinats a la pantalla, formaven una imatge en color gràcies a la persistència visual.

### Kodachrome
Procés divulgat per Eastman Kodak i John Capstaff. John va desenvolupar un sistema de color que anomenaren Kodachrome, un procés basat en un mètode subtractiu de dos colors, blau-verd i vermell-taronja. Capstaff va donar a conèixer el seu procés d'acolorir el film entre el 1913 i 1914 però es va comercialitzar a partir del 1915.
Requeria dues plaques de vidre o negatius unides, o enganxades. Un dels negatius estava exposat a la llum a través d'un filtre de color verd i el segon a través del vermell. Aquests filtres es trobaven a la mateixa càmera. Una vegada havien estat processades les imatges eren sotmeses a processos de blanquejament, on la part blanquejada de la gelatina s'enduria. Per tant, el negatiu exposat al filtre de color verd verd es tenyia de color vermell-taronja, i aquell exposat a través del filtre vermell es tenyia de color blau-verd. Una vegada creats els positius, les imatges s'unien a través d'una placa de vidre que invertia una de les imatges amb l'ajuda d'un mirall. Una vegada revelats els negatius, les imatges positives obtingudes estaven tenyides dels colors esmentats anteriorment i unides les dues imatges gràcies a la cara d'emulsió de cada placa de vidre.

### Technicolor I
El technicolor va significar la revolució del color en el cinema. Technicolor es divideix en quatre processos diferents. Els tres primers basats en un mètode de dos colors i el quart en un de tres. Aquest procés va ser adoptat per Disney.
Doctor Herbert Kalmus, Daniel Frost Comstock i W.B Wescot van fundar la Technicolor Motion Picture Corp. el 1915. L'any següent van instaurar el primer dels quatre processos, que constava en un mètode de síntesi additiu de dos colors.
Aquest primer mètode requeria una càmera amb un prisma òptic, capaç de dividir el feix de llum, col·locat darrere de la lent de la càmera perquè dos fotogrames consecutius quedessin exposats simultàniament en un sol negatiu en blanc i negre. Un dels fotogrames s'exposava sota un filtre verd i l'altre sota un de vermell. Perquè l'exposició de dos fotogrames es feia simultàniament, la seva projecció també s'havia de portar al doble de la velocitat habitual. La projecció requeria un aparell especial, amb dues apertures, dues lents i un prisma ajustable capaç d'alinear els dos fotogrames a la pantalla.
La primera pel·lícula que emprà aquest procés va ser The Gulf Betweenà (1917).

### Handschiegl Process/ Wyckoff/ Demille-Wyckoff
Creat per Max Handschiegl i Alvin W. Wickoff el 1916, aquest sistema aconseguia tenyir certs elements del fotograma barrejant el mètode del tenyit amb un posterior estergit, com és vist en Phantom of the Opera (1925), en què l’únic color que apareix és el vermell en la capa que vesteix d’un dels personatges. La primera pel·lícula en utilitzar aquest sistema va ser Joan The Woman (1916), de Cecil B. DeMille. L'any 1927 es va adherir, aquest sistema, a Kelley Color.

### Douglass Color/ Douglass natural color
Leon Forrest Douglass va aplicar els seus coneixements d'enginyeria per experimentar amb el color en el cinema, i així va sorgir Douglass Colors durant el 1916, any quan es patentà el primer procés exitós en obtenir produccions cinematogràfiques en color. Aquest mètode utilitzava un procés de síntesi additiu de dos colors. Deia amb les seves pròpies paraules que la seva primera càmera creava negatius idèntics, o bessons, un de valor vermell i l'altre de valor verd. Aquests dos negatius eres impresos en un positiu de doble capa; d'un costat la tonalitat de la imatge era verd i de l'altre vermell. Quan la pel·lícula era projectada aportava colors naturals a la pantalla.
Cupid Angling (1918) va ser la primera pel·lícula que utilitzà aquest mètode.

### Panchromotion
William Van doren Kelley va inventar un sistema additiu de 4 colors l'any 1917. Aquest sistema va ser el primer procés de colorar de Kelley i pensava que seria una gran millora davant els altres sistemes de 2 o 3 colors però, creava massa complicacions durant la gravació i la projecció. L'exposició es portava terme amb l'ajuda d'una única lent; era el disc rotatori el que incorporava quatre filtres de colors diferents que representaven l'espectre sencer. La càmera utilitzada va ser dissenyada de tal manera per deixar el fotograma exposar als quatre filtres, vermell-taronja, blau-verd, blau-violeta i groc.
Tot i això, Kelley no va impressionar ni cridar l'atenció de la indústria cinematogràfica, per tant, va resultar ser tot un fracàs.

### Kesdacolor
El 1918 va sorgir aquest procés subtractiu de dos colors que obligava fer un ús especial de dues lents. Els inventors del mètode foren Willaim Van Doren Kelley, Carroll H. Dunning i Wilson Salisbury.
El negatiu s'exposava a través d'una pantalla de ratlles, constituïda per bandes alternades de filtres verd i vermell. La pel·lícula avançava amb dos fotogrames a la vegada, un corresponent a la imatge normal i l'altre a la imatge amb el filtre, d'una de les línies de la pantalla, aplicat.
Després de l'exposició els negatius eren revelats mitjançant un revelador normal blanc i negre, es fixaven, el rentaven i, després, s'assecaven. En aquest moment del procés es disposava de fotogrames alternats de imatges. Els impresos es feien a dues cares, o amb positius dúplex.
La imatge quedava impresa en una de les cares. La pantalla de ratlles esmentada anteriorment, quedava impresa en la cara segona. Les línies acolorides eren blanquejades i matisades amb el color vermell gràcies a un tòner d'urani. Les línies alternatives restant, clares, eren tenyides del color verd emprant l'Acid Green L.

### Prizma II
El 1918 Kelley va instaurar aquest nou sistema subtractiu, basat en dos colors, que constava en la gravació de dues pel·lícules, simultàniament, amb una càmera pròpia. Una tira era sensible al color vermell-taronja i l'altre al blau-verd (cian). Els dos negatius eren processats i impresos, i cada emulsió adquiria la tonalitat del seu color complementari, blau o vermell. El resultat va ser una imatge subtractiva en color. No es produïa cap pampalleig. Però el disseny de la càmera creava unes vores degut a una gravació de cada costat.
El 1922, quan Prizma va agafar molt impuls en la industria cinematogràfica, va demandar Technicolor Corporation amb les bases de infringiment de les seves patents.
La primera pel·lícula que va utilitzar aquest mètode s'anomenà Everywhere with Prizma (1919). Però l'èxit real del sistema subtractiu es va produir amb la pel·lícula The Glourious Adventure de J. Stuart Blackton de Vitagraph Studios. El gran èxit es va produir a Gran Bretanya.

### Gilmore Color
Durant l'any 1918, Frederic Eugene Ives i Otto C. Gilmore van introduir al món del cinema un procés additiu basat en dos colors.
Un sistema òptic únic exposava dues imatges, en parella. Una de les imatges era exposada a través d'un filtre vermell, mentre que la imatge restant de la parella era exposada sota un filtre verd. El projector presentava un mecanisme semblant a aquell de la càmera: cada meitat de la parella d'imatges era projectada a través del filtre corresponent. El sistema òptic disposava d'uns ajustaments preestablebrts que superposava les dues imatges en la pantalla. L'únic inconvenient fou que aquest sistema no va ser mai utilitzat per fins comercials.

### Zoechrome
T.A Mills va ser un londinenc que, el 1920, va inventar l'anomenat, procés subtractiu de tres colors, Zoechrome. Aquest mètode requeria quatre operacions consecutives, i diferents, d'impressió d'un negatiu de doble longitud. La càmera utilitzada per dur a terme aquest procés estava formada per quatre lents. Les lents enregistraven una imatge en blanc i negre cada vuit perforacions, l'espai restant s'ocupava amb imatges corresponents a una mida de tres-quarts, del mateix objecte captat amb la càmera. Les imatges últimes, s'obtenien gràcies a una pantalla acolorida, que prescindia del seu equivalent de l'espectre visible. Llavors, els dos tipus de imatges són captats per la tercera i quarta lent.

### Colorcraft
Colorcraft va ser un mètode subtractiu basat en dos colors va ser patentat per W.H. Peck l'any 1921.
El negatiu es produïa gràcies al procés anomenat bipack, que constava en inserir dos carrets de pel·lícula a la mateixa càmera. Els positius tenien una doble capa, i per la impressió de les imatges s'emprava mordent.

### Polychromide
Aaron Hamburger va patentar el procés Anomenat Polychromide l'any 1922. Es tractava d'un mètode subtractiu de dos colors. ELs negatius s'obtenien mitjançant una càmera que disposava d'un divisor de feix de llum. Va desenvolupar aquest sistema a Gran Bretanya. No hi ha cap referència de l'ús comercial d'aquest sistema als Estats Units.

### Technicolor II
Aquest mètode subtractiu (2 colors) va ser la creació de Daniel F. Comstock, Joseph A. Ball, Leonard T. Troland i JArvis M. Andreus.
Davant els problemes o desavantatge que el procés additius produïa, inhabilitant la producció de massa industrial, van recórrer al procés subtractiu l'any 1922. El procés era similar a l'anterior però, el doble compost negatiu es feia servir per produir una impressió subtractiva. Les dues imatges eren impreses a cada costat del negatiu. La càmera especial de Technicolor utilitzava un divisor de feix de llum que exposava simultàniament dos fotogrames d'una sola tira de pel·lícula en blanc i negre, un dels fotogrames sota un filtre verd i l'altre sota un filtre vermell. La diferència era que el negatiu en dos components ara s'utilitzava per a produir una pel·lícula en color sostractiu. Perquè els colors eren físicament impresos al fotograma no hi havia cap necessitat d'emprar un projector especial, ni les dues imatges depenien de l'habilitat de l'especialista.
Poques pel·lícules eren gravades completament en color, en canvi, hi havia algunes seqüències en color. Els trets negatius d'aquest segon procés eren nombrosos també, entre els quals: el procés era molt car, Technicolor tenia una capacitat limitada que creava gran dificultat en distribuir a temps i l'escalfor produït pel projector creava una contracció irregular de la pel·lícula.

### Szczepanik
Jan Szczepanik va patentar, l'any 1924, un procés additiu (3 colors) anomenat Szczepanik, o Polish Edison. Anoshchenko va publicar més tard un article on va dir que el color en el cinema ja es podria donar com a creat després de revisar l'obra de Szczepanik.

### Kelleycolor
El porcés ideat per Max va ser incorporat al mètode Kelley Color l'any 1927. Quan aquests dos van col·laborar formant la companyia, es va crear aquest procés subtractiu (2 colors). Un any més tard aquesta companya de Kelley Color va ser comprada per Harriscolor.
En aquest procés de dos colors, els dos eren imbibats en una imatge clau en blanc i negre. Dos anys més tard, Kelley comencà a experimentar amb el procés bipack i emulsions.

### Color Cinema Corporation
El 1927 va sorgir un altres procés subtractiu basat en dos colors, portat a l'ull públic per Color Cinema Corporation. Aquest porcés es portava a terme emprant el mètode bipack i el negatiu de doble capa (double layer).

### Lignose Naturfarbenfilm
El 1927 es va introduir un mètode additiu de tres colors anomenat Lignose Naturfarbenfilm.

### Busch Color
Mètode additiu basat en dos colors patentat el 1928. Aquest sistema utilitzava una pel·lícula de 35 mm que funcionava horitzontalment en la càmera. Lents bessones formaven una parella de imatges en un mateix fotograma que, durant la projecció, es superposaven.

### Harriscolor
L'any 1928, William Van Doren Kelley va arribar amb un altre sistema de color en el cinema, un mètode subtractiu (2 colors).
Les impressions dels negatius es feien emprant pel·lícules d'una sola capa. Aquestes adquirien una tonalitat blava amb l'ajuda del ferro. L'emulsió restant passava per una etapa d'impressió i, finalment, era processada per agafar una tonalitat vermella.

### Kodacolor
Procés introduït el 1928 per les pel·lícules de 16 mm. Es tractava d'una adaptació del procés Keller-Dorian. Era un mètode lenticular (additiu). El procés utilitzava una pel·lícula pancromàtica especial. Hi havia un filtre, format per tres colors, adherit a la lent de la càmera (vermell, verd i blau-violeta). Quan una exposició es portava a terme la proporció variada de cada color era impresa en la pel·lícula.

### Raycol
Anthony Bernardi va inventar aquest sistema additiu de dos colors, l'any 1928, que donava dues imatges en el mateix fotograma i es projectaven gràcies a un sistema de lents apropiades.

### Splendicolor
Procés subtractiu de tres colors patentat durant l'any 1928. La pel·lícula s'enregistrava amb una capa amb tonalitat blava. En canvi, l'altra part del negatiu queda tenyida pels colors successius, vermell i groc.

### Technicolor III
El 1928 es va introduir aquest procés, basat en les mateixes tècniques aplicades, per primera vegada, per Max Handschiegl a les produccions cinematogràfiques l'any 1916.
Creat per afavorir impressions creades a partir de la imbibició.
La càmera d'aquest procés va ser idéntica a l'anterior. Fotografiant simultáneamente dos fotogrames consecutius però la diferencia del procés anterior resta en: els dos fotogrames eren impresos en una cara del positiu a través del procés de imbibició. Aquest procés va resultar ser molt sofisticat davant dels aspectos de precisió mecánica però no era capaç de oferir tota la gamma de colors. Davant la transició del cinema mut al sonor va resultar ser una bona opció perquè era econòmicament més accessible.
La primera pel·lícula que va utilitzar el procés 3 va ser The Viking.

### Agfa Bipack Films
Agfa bipack films va ser patentat el 1929. Constava en un procés subtractiu (2 colors). La pel·lícula posterior és pancromàtica i capta els colors vermell-taronja, la pel·lícula del capdavant és ortocromàtica i sensible als colors blau i verd. Les dues pel·lícules són perforades simultàniament i les dues emulsions troben el seu balanç pel contrast i la velocitat. Es fa tot allò possible per obtenir una amplia gamma de colors, la màxima selecció de l'espectre de colors.

### Horst Color
L. Horst va crear, el 1929, aquest sistema additiu (3 colors). Les tres imatges ón exposades i, més tard, impreses en un format estàndard.

### Multicolor
Procés subtractiu de dos colors que s'emprà en les pel·lícules de 35 mm. Per una pel·lícula Multicolor, l'escena del film s'havia de gravar amb una càmera normal però que estigués equipada pel sistema bipack. La impressió a color s'obté gràcies a les pel·lícules de doble capa. Un negatiu impressiona el color vermell (pancromàtic) i l'altre el blau (ortocromàtic). És un sistema que es basà en el procés Prizma Color.

### Finlay
Clare I. Finlay va crear, l'any 1929, un sistema de síntesi additiu de 3 colors. Aquest sistema aconseguia el colors natural amb una sola exposició. Aquest procés estava basat en la teoria del color de Maxwell.

### Harriscolor
L'any 1929 J.B. Harris Jr. va crear un nou mètode subtractiu de dos colors. Davant aquest sistema es podem portar a terme dos processos. El primer consta d'una càmera dins de la qual hi ha un prisma òptim capaç de dividir el feix de llum o emprant una càmera on el dispositiu, o prisma, que divideix el feix de llum està col·locat davant les lents de la càmera.

### Cinechrome/ Cinecolor
Va actuar com a sistema de color en el cinema desenvolupat pel Cinecolor Ltd. a Anglaterra a la dècada del 1930. L'empresa de Londres utilitzava un sistema additiu basat en patents dels pioners i experts com ara: Samuel Cox, D. Daponte, Adam Hilger Ltd. y J.H. Dowell.
Aquest sistema utilitzava una càmera amb dues lents i un complex prisma perquè les dues imatges, de 18x24 mm, fossin mogudes lateralment en un moviment rotatori de costat a costat i ajustades a la pel·lícula de 35 mm.
Aquest sistema d'acolorir, com molts altres, el van adoptar pel·lícules experimental però no va ser distribuït comercialment ni va gaudir de cap èxit.

### Cinecolor
Un altre sistema de colorar, totalment diferent a l'anterior, va ser aquell desenvolupat a América per American Cinecolor Corp. de Burbank, California. Es tracta d'un mètode subtractiu de dos colors. Al principi del seu funcionament es basava en el procés anomenat Prizma però utilitzava d'altres mètodes també. L'empresa va sorgir el 1932 desenvolupada per William Crespinel, un pioner americà en el color en el cinema que participà en el sistema Multicolor.

### Cineoptichrome
Lucien i Armand Roux van crear, el 1930, un sistema de síntesi additiu de dos colors.

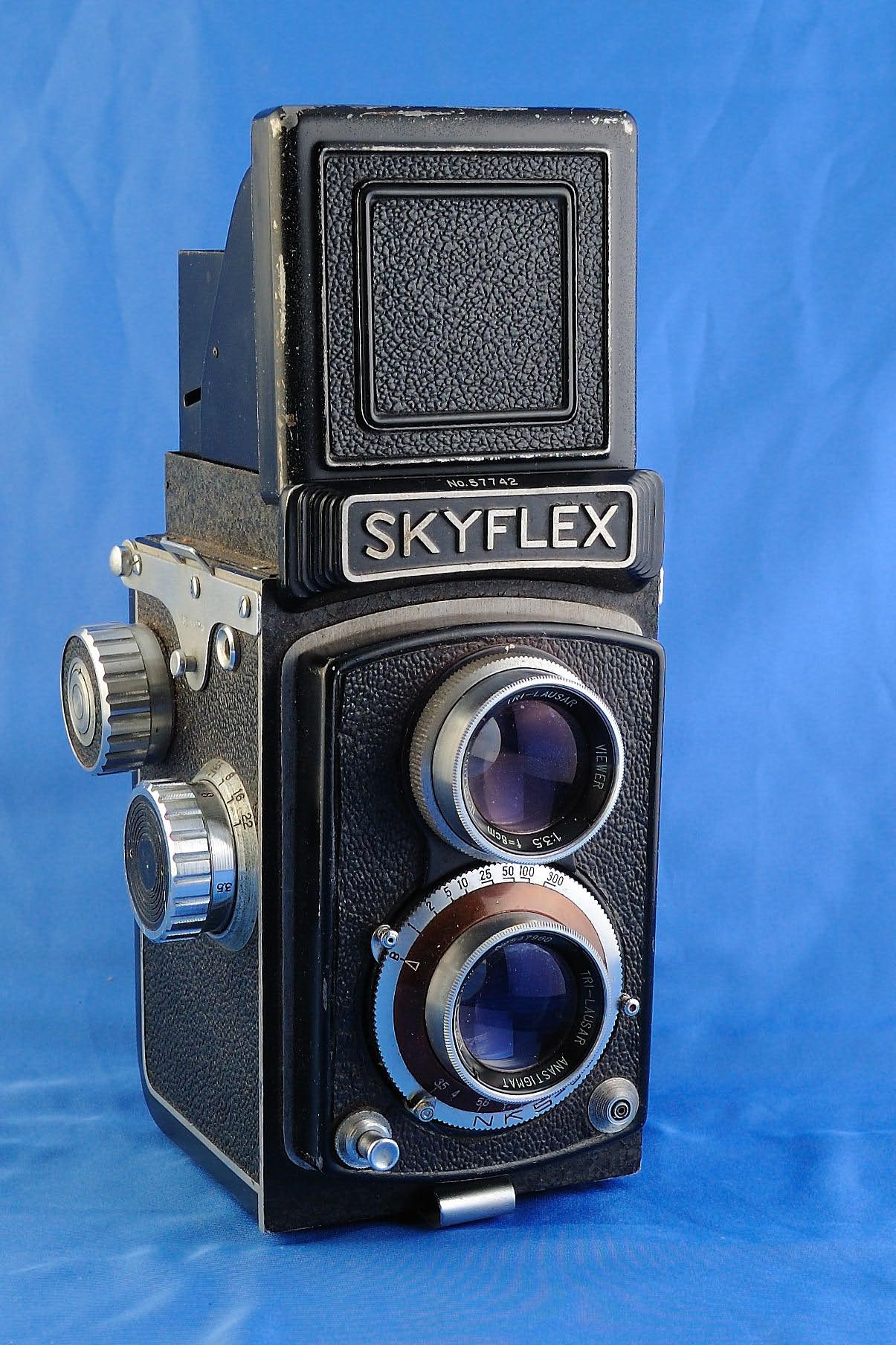
Càmera amb objectius bessons utilitzada en el procés photocolor.

### Dascolor
Procés creat per M. L. F Dassonville basat en un mètode subtractiu de dos colors.

### Photocolor
Photocolor Copr. va divulgar un nou sistema de colorar en el cinema; un procés subtractiu de dos colors durant l'any 1930. S'utilitzava una càmera d'objectius bessons.

### Pilney Color
Mètode subtractiu de dos colors divulgat durant la dècada de 1930.

### Allfarbenfilm
Mètode additiu de tres colors que utilitzava una càmera amb un divisor de feixos de llum.

### Sennettcolor
Procés concebut en 1930 utilitzat per la producció cinematogràfica. Constava en un mètode subtractiu de dos colors. Es feia servir el procés bipack amb negatius i pel·lícules amb doble capa per la impressió.

### Sirius Color
L. Horst va portar a l'ull públic un procés subtractiu de dos colors en 1930. Va ser inventat i desenvolupat a Alemanya. Els fotogrames alternatius dels negatius eren exposats gràcies a un divisor dels feixos de llum. El positiu es creava sobre una pel·lícula amb doble capa.

### Brewster Color II
Percy Douglas Browster va innovar el procés, concebut inicialment l'any 1913, subtractiu de dos i tres colors l'any 1930. Però la novetat constava en l'addició d'un color més (procés de 3 colors).
Aquesta novetat adheria al color groc. Una pel·lícula amb doble capa era necessària per portar a terme la impressió del negatiu, exposat per una banda a un filtre vermell, i a l'altra banda través del filtre verd. Tot i ser un mètode alabat per la Royal Photographic Scoiety, va fracassar en ser desenvolupat per a fins comercials.

### Ufacolor
Va ser un procés subtractiu de dos colors, desenvolupat a Alemanya per Kurt Waschneck, que emprava una càmera amb un divisor del feix de llum. Va ser comercialitzat a gran Bretanya sota el nom de Chemicolor o Spectacolor durant l'any 1931, període de la seva divulgació.

### Vitacolor
Van Doren Kelley i Max B. DuPont van introduir, l'any 1930, un procés additiu basat en dos colors, molt similar al Kinemacolor.

### Chemicolor
R. Valette, participant del Syndicate de la Cinematographie des Couleurs, va desenvolupar un sistema subtractiu de tres colors anomenat Chemicolor.

### Magnacolor
William Van Doren Kelly va crear aquest procés per Consolidated Film Industries. Constava en un mètode subtractiu de dos colors creat per a la indústria cinematogràfica. L'any del seu desenvolupament oscil·la entre 1931 i 1932. Per aquest procés no es necessitava cap càmera especial, s'utilitzava una estàndard i s'emprava un bipack normal. Per la seva impressió s'empren positius de doble capa sobre les quals queden tenyits els tons blau i vermell- taronja gràcies a una químic basat en ferro (iron) i a un mordent, respectivament. Basat en les patents de Prizma. Una vegada hagueren adoptat el procés Trucolor es va abandonar el procés.

### Dufaycolor
Els inventors, Louis Dufay, Thomas Thorne Baker i Charles Bonamico van crear, a principis de la dècada del 1930, Dufaycolor Ltd. Aquesta empresa es va passar a anomenar més tard Dufay Chromex.
Aquest procés es basava en l’aplicació a la pel·lícula d'un mosaic uniforme de petites taques de color creades per línies vermelles, verdes i blaves, una xarxa per la qual es pogués filtrar la llum. Al mirar-se la cinta projectada des d'una certa distància, el patró es fusionava en la vista de l'espectador per formar una varietat de tonalitats, semblants als punts de les pintures de puntillisme. Inicialment, aquest sistema es va aplicar en la projecció de fotografies estàtiques, àmbit en el qual fracassa. Però, al utilitzar-se per imatges en moviment, el Dufaycolor va resultar ser sorprenentment fidel i eficient en la coloració; a part que la seva pel·lícula podia ser utilitzada per filmar en qualsevol càmera i reproduir en qualsevol projector. Tot i això, a l'hora de projectar les imatges sobre una pantalla, aquestes no tenien una brillantor suficient, ja que la filmació i la projecció es realitzava a través dels filtres dels colors primaris.
Encara així, gràcies a la seva versatilitat i baix cost, el sistema va esdevenir una alternativa pràctica i econòmica a Technicolor; aquesta tècnica va ser explotada per diferents productores i en van produir varietats d’aquesta.

### DuPack
Va ser patentat l'any 1931 per Dupont Co. Es tracta d'un procés subtractiu (2 colors).
S'utilitzava una pel·lícula sensible al color verd que portava una capa exposada a un filtre vermell sobre la seva superfície emulsionada. L'exposició es portava a terme a través de la base de la pel·lícula, sensible al verd.

### Rota Farbenfilm
Va ser un porcés de síntesi subtractiva (2 colors), patentat l'any 1931.

### Sistema rus de color
Aquest sistema rus estava basat en un mètode subtractiu de dos colors. Els responsables de l'aparició d'aquest procés foren: Nikolai Agokos, Fedor Provorov i Pavel Mershin. Aquests eren científics que formaren part de Scientific Research Film and Photo Institute (NIFKI).

### Agfacolor Neu/ AGFAcolor
Aquest sistema va ser desenvolupat i patentat per Agfa-Gavaert N.V. amb l'ajuda de la Corporació multinacional Bèlgica-Alemanya. Es tractava d'una adaptació lenticular d'una pel·lícula de 16mm. Va ser retirat a causa de l'èxit de Technicolor i Kodachrome.

### Technicolor IV
L'any 1932 es va donar un quarte procés Technicolor, de síntesi subtractiva (3 colors). Es basava en un doble prisma. El primer dividia el feix de llum en magenta i verd, imprimint una primera pel·lícula en verd. La llum magenta passava pel segon prisma que la descomponia en blau i vermell. Per tant, cada color s'imprimia en la seva corresponent pel·lícula. Al positiu quedaven els següents colors: magenta, cian i groc; això va permetre reproduir tot l'espectre de colors, cosa que aconseguí crear una imatge molt més natural.
Walt Disney va estar molt interessat en Technicolor IV, que va proposar un contracte de dos anys d'exclusivitat, durant els quals podien ser els únics en utilitzar aquest sistema. Aquesta exclusivitat estava destinada, principalment, per la sèrie Silly Symphonies. L'èxit d'aquesta sèrie i la pel·lícula de Els tres porquets van instaurar un gran interès en el cinema color. Va ser l'any 1935 que es va filmar el primer llargmetratge al 100% amb aquest format.
El gran desavantatge d'aquest sistema era la necessitat d'una càmera especial Technicolor. Aquestes càmeres no estaven a la venta, sinó que les llogaven, juntament amb els tècnics que sabien utilitzar-les, a més de l'anomenat supervisor del color, encarregat de garantir que els escenaris, vestuaris i maquillatge no sobrepassessin les limitacions o pautes del sistema.
El fet de dividir la imatge creava una reducció considerable de la quantitat de llum que arribava a la tira de la pel·lícula. Com la velocitat dels rotlles de pel·lícula era bastant lenta, les primeres produccions requerien una quantitat de llum molt més gran que aquella emprada en una producció en blanc i negre.
A causa de la llum addicional, la triple quantitat de pel·lícula i la despesa de produir còpies de projecció, Technicolor exigia alts pressupostos de pel·lícula. Dues dècades més tard e sva abandonar aquest sistema perquè es considerava massa car i massa lent en generar les còpies.

### Gasparcolor
La química hongaresa Béla Gaspar va patentar, l'any 1932, un procés subtractiu (3 colors). Va ser utilitzat, essencialment, per produccions d'animació.
La impressió es fa en pel·lícules cobertes per una capa de tres emulsions A cada emulsió s'incorporà un tenyit afectat o modificat per un bany de lleixiu. L'any 1934 Adrian Cornwell-Clyne va obrir una empresa a Anglaterra anomenada Gasparcolor Ltd. Disposava d'un laboratori propi per tal de desenvolupar l'expansió del procés, però, comercialment.

### Vericolor
Vericolor constava en un porcés subtractiu (2 colors) patentat l'any 1933 per Vericolor Inc.

### Francita Process/ Opticolor
Durant els anys 1934 i 1935 es va desenvolupar aquest procés additiu basat en tres colors. El responsable per l'aparició del mètode fou Société de films en Couleurs Naturelles Francita.
El mètode requeria una càmera especial, amb dues lents i dos miralls darrere, que tenien com a missió enviar unes imatges de 8x12 mm, amunt i avall respecte el centre del fotograma. Un filtre rotatori s'encarregava de donar voltes sincronitzadament perquè en aquest primera operació les imatges quedessin exposades als filtres de colors: vermell i verd. En una segona operació un filtre blau opera sobre la pel·lícula. La velocitat de l'operació quedava en 48 fotogrames/seg. La projecció utilitzava un mecanisme de tres lents que unifiqués les tres imatges projectades a través dels seus filtres corresponents perquè, després, quedessin superposades a la pantalla.

### Gualtierroti
Sistema de color italià basat en un procés additiu (2 colors). Utilitzava negatius de 64 mm amb dos imatges i amb perforacions estàndards al centre, als dos costats del negatiu. Un mecanisme reductor reduïa el negatiu de 64mm a 35mm. Els resultats eren acceptables però l'alta temperatura i humitat durant la projecció creava problemes.

### Kodachrome II
Eastman Kodak, Leopold D. Mannes i Leopold Godowsky introduïren, l'any 1935, comercialment aquest sistema, oferint una excel·lent qualitat i valors cromàtics. Es basava en un mètode subtractiu de tres colors. Les pel·lícules que feien servir aquest sistema eren aquelles de 16mm i 8mm. La complexitat i dificultat del procés requeria que es portés a terme als laboratoris Kodak, a Nova York. Mannes i Godowsky eren músics i estudiants d'universitat quan començaren a experimentar amb el color en el cinema. L'any 1930 es van unir al laboratori d'investigació de Kodak i van experimentar amb mètodes de processament de pel·lícules amb moltes capes (multilayer films). El resultat constà en el nou procés Kodak. La pel·lícula es cobria, o vestia, per tres capes d'emulsió molt fines. Per encarregar-se del blau, color al qual les capes de verd i vermell eren sensible, es va afegir una de color groc. Amb una única exposició s'obtenia el fotograma amb els tres colors.
Va ser a partir del 1936 que aquesta sistema era disponible també per a pel·lícules de 35 mm.

### Harmonicolor
Procés subtractiu de dos colors desenvolupat per Maurice Combs el 1935. Aquest va ser un químic francès que va introduir el procés a la cinematografia amb la pel·lícula Talking Hands, del 1936. El procés utilitzava el funcionament denominat bipack, o el funcionament que constà en la introducció de dues pel·lícules a la càmera, en altres paraules. Això per gravar dos negatius exposats a dos filtres de color, més tard, impresos en positius de doble capa, que acabaven tenyits de magenta i groc d'una part, i blau-verd, de l'altre. A part del seu ús en aquesta pel·lícula no hi ha cap informe més amb l'ús d'aquest procés en produccions cinematogràfiques o utilitzat comercialment.

### Hirlicolor
Procés subtractiu de dos colors patentat per George A.Hirliman durant l'any 1936. Va ser un mètode, basat en dos colors, que no necessitava il·luminació addicional i cap altre laboratori era capaç de reproduir-lo. Durant aquesta època d'investigació treballava per Consolidated Film Industries.

### Agfacolor II
Agfacolor II és un porcés subtractiu (3 colors) també anomenat chromogenic monopack, pel·lícules basades en el sistema subtractiu. Es va teoritzar sobre aquest procés i patentar l'any 1936, però es desenvolupà fins a l'any 1939. El nou procés Agfacolor constava en un integral tripack amb tres capes emulsionades i sensibles als tres colors primaris. A diferencia de Kodachrome, disposava d'un mètode de processament molt més senzill. Els acobladors havien de ser introduïts un per un durant un procés molt complicat de revelació que requeria unes eines especials i que, únicament, es podia portar a terme a una instal·lació Kodak.

### Procés rus basat en tres colors
Pavel Mershin, Fedor Provorov i Avenir Min van patentar, l'any 1936, un procés subtractiu de tres colors.

### Telco-color
Leon Ungar i K. R. Hoyt van divulgar un procés additiu (2 colors). Però, a més, un altre subtractiu de dos colors, pels quals utilitzaven unes òptiques dividides (split optics).

### Dunningcolor
Carroll H. Dunning, l'any 1937, va patentar un mètode de síntesi subtractiva (3 colors). Utilitzà pel·lícules de doble capa i càmeres amb un mecanisme capaç de dividir el feix de llum.

### Agfacolor II
L'any 1939 va sorgir un nou procés Agfacolor, un mètode subtractiu de tres colors.
Els acopladors dedicats a formar el color eren creats integralment durant la manufacturació. Simplificant, així, les etapes dedicades a processar la peli·lícula. Procediment alemany per reproduir la imatge amb colors naturals. Constava d'un únic negatiu, amb tres capes d'emulsió, cada una sensible a un dels colors fonamentals.

### Cosmocolor
Durant l'any 1937, Cosmocolor va ser un procés desenvolupat per American Cosmocolor Corporation, basat en la invenció concebuda per Otto C. Gilmore. Constà d'un mètode de síntesi subtractiva (2 colors). Aquest sistema utilitzava una càmera especial i molt complexa que estava formada per un mecanisme complex basat en un prisma, divisor de feix de llum. A més de necessitar una pel·lícula amb una capa doble. L'estudi RKO participaren en el desenvolupament d'aquest sistema però no va tenir èxit.

### Thomascolor
L'americà Richard Thomas va patentar aquest procés a principis de la dècada del 1940. Es tracta d'un sistema de síntesi additiva de tres colors, que emprava quatre imatges superposades gràcies a l'ajuda d'una lent o objectiu especial.

### Cinefotocolor
Procediment autòcton ideat per l'enginyer català Daniel Aragonés. El context històric d'aquest procés es basa en una època de postguerra, amb una economia autàrquica instaurada a Espanya i aïllament polític. Durant la dècada compresa entre el 1945 i 1955 s'inventà el procés subtractiu de dos colors, utilitzat per primera vegada a la pel·lícula anomenada: En un Rincón de España del 1948.

### Fullcolor
Trimble Laboratories va desenvolupar el procés anomenat Fullcolor, que constava en un procés subtractiu de dos colors però, reconegut també com a tres colors. Va ser dissenyat per crear impressions de previs sistemes de colorar, per l'estrena als cinemes. Va ser inventat el 1942 i, fins al 1948, va ser utilitzat per fins comercials com ara, pel·lícules de pressupostos més baixos. Va ser el 1947 quan va permetre la reedició de The Goldwin Follies gravat en Technicolor. Aquest procés requeria portar a terme una doble impressió.

### Thomson Color
Société Thomson va portar a l'ull públic, l'any 1947, un procés lenticular (additiu) basat en tres colors.
Els americans decidiren abandonar el camp d'investigació dels processos lenticulars però, que es van seguir estudiant a Europa. França, llavors, va adoptar aquest mètode per a un intens estudi i desenvolupament. Foren el britànics, a partir de l'any 1945, qui donaren suport econòmic als francesos per seguir amb aquest camp d'estudi. Tot i amb l'esforç, temps i recursos econòmics dedicats, el mètode va crear un seguit de problemes. No obtenien cap resultat acceptable dels impresos a color a partir del procés lenticular. Això va inhabilitar l'èxit del procés.

### Magicolor
Procés subtractiu basat en tres colors, creat l'any 1948.

### Cinecolor II /Supercinecolor
Alan M. Gundelfinger desenvolupà un procés subtractiu (3 colors) l'any 1948. Però, no va ser fins al 1951 que s'utilitzà aquest procés per la pel·lícula The Sword of Monte Cristo. Els negatius s'obtenien gràcies al mecanisme divisor del feix de llum. Era necessàra una pel·lícula amb doble capa per la impressió de les imatges de color vermell i blau. El tercera imatge, en color groc, s'adheria a la pel·lícula amb una matriu a partir del mètode anomenat imbibició.

### Konicolor
Konishi Roku va crear aquest procés subtractiu de tres colors, anomenat Konicolor, l'any 1948.

### Polacolor
Desenvolupat per Polaroid Corporation després de la segona guerra mundial. Aquest procés feia ús d'una pel·lícula de 35 mm per la projecció comercial, als cinemes. Es tracta d'un mètode subtractiu (3 colors). Es considerava un procés alternatiu al famós Technicolor i, a més, tenia avantatge sobre el contemporani Cinecolor.
La productora Paramount Pictures va utilitzar, majoritàriament, aquest procés, però no va arribar a la popularitat dels anteriors esmentats, per això es va deixar d'emprar a partir de l'any 1949.

### Technichrome
La Technicolor Company of England va introduir aquest procés l'any 1948. Va ser un procés subtractiu de dos colors.

### Rouxcolor
Lucien i Armand Roux, una vegada més, idearen un procés per permemtre el color en el cinema. Aquesta vegada, l'any 1948, van crear un procés additiu que aconseguia el color gràcies a una càmera amb quatre filtres de colors diferents: vermell, blau, verd i groc.

### Trucolor III
Republic Pictures Consolidated Films va idear aquest procés subtractiu (3 colors). El Cinecolor era el gran rival de Trucolor. Es va utilitzar a partir del 1949 però, tenia un gran proclema; la pel·lícula de Trucolor s'esvaïa amb el pas del temps. Aquest desavantatge no ho presentava Cinecolor, motiu pel qual va seguir sent un rival molt fort i imbatible.
La primera pel·lícula que va utilitzar aquest sistema fou This is Korea! (1948).

### Eastman Color/ DeLuxe Color/ Metrocolor/ Pathécolor II /Warnercolor
Procés divulgat per Eastman Kodak l'any 1950, es basava en un mètode subtractiu (3 colors). Metrocolor és un nom adquirit per aquelles pel·lícules processades als laboratoris MGM, tot i gravar els films amb el sistema Eastman. Es tracta d'un procés que feia servir una única tira, de pel·lícula (monopack). Eastman va gaunayar molta popularitat degut al seu preu, inferior a les despeses de Technicolor. És a partir de la dècada del 1950 que es comença a fer servir amb freqüència.
AMb el pas dels anys, els colors es destenyien, problema que Eastman va corregir l'any 1983 amb una millor conservació del seu porcés. Technicolor, però, es conservava millor i obtenia un color de millor qualitat tot i que Eastman Color va guanyar la gran competició que hi havia entre aquests dos processos gràcies al seu preu inferior i a la senzillesa del porcés.

### Alfacolor
Alpha Photographic Laboratories van idear un procés subtractiu (2 colors), que divulgaren l'any 1950.
La càmera utilitzada era normal, que disposava d'un bipack magazine, o doble pel·lícula. La impressió del color vermell-taronja es portava a terme per un successiu ús de reveladors magenta i groc. La banda sonora era impresa en el costat corresponent al color cian.

### Ansco Color
Procés subtractiu de tres colors instaurat el 1950 per Ansco Division of General Aniline and Film Corporation. Costava en una combinació de càmera, duplicació i impressió de pel·lícules amb moltes capes. Cada pel·lícula disposava d'un conjunt, o paquet, amb una capa d'emulsió sensible als tres colors primaris.
Una de les pel·lícules a les quals es va aplicar aquest sistema va ser, Climbing the Matterhorn (1948).

### Dugromacolor
Dumas, Groset i Marx instauraren un sistema de síntesi additiva (3 colors), l'any 1952.

### Ferraniacolor
Ferrania Technologies va desenvolupar i patentar, l'any 1952, un sistema subtractiu (3 colors) 1952. La primera pel·lícula que emprà aquest procés fou: Totò a colori (1952).

### Fox Lenticular Film
L'any 1953 es va inaturar un nou porcés lenticular (additiu), de tres colors.

### Fujicolor
Procés subtractiu (3 colors) que va divulgar Fujifilm Co. Davant la rivalitat amb Eastman Kodak, que gaudia d'un gran èxit als Estats Units, Fujifilm va tenir una gran importància i fama al Japó.

### Polavision
Polaroid, una vegada més, va divulgar un sistema que promocionava el seu ús inclòs per amateurs del cinema. Aquest procés es va instaurar a partir del 1977. Es dedicava als anomenats home-made videos, aquest mètode additiu de tres colors oferia una qualitat instantàniament. El revelat era molt senzill i ràpid de portar a terme una vegada la pel·lícula era extreta de la càmera. El format emprat era molt similar al format super 8 mm.